# Socorroparakit
Socorroparakit (Psittacara brevipes) är en fågel i familjen västpapegojor inom ordningen papegojfåglar.

## Utseende och läte
Socorroparakiten är en 31–33 lång helgrön parakit med lång och spetsig stjärt och skär näbb. Den skiljer sig från grön parakit genom mörkare grön undersida utan gulaktig ton samt purpurbrun orbitalring. Lätena består av ljusa skrin.

## Utbredning och systematik
Fågeln förekommer enbart på Socorroön utanför västra Mexiko. Den betraktas ofta som en underart till grön parakit (P. holochlorus).

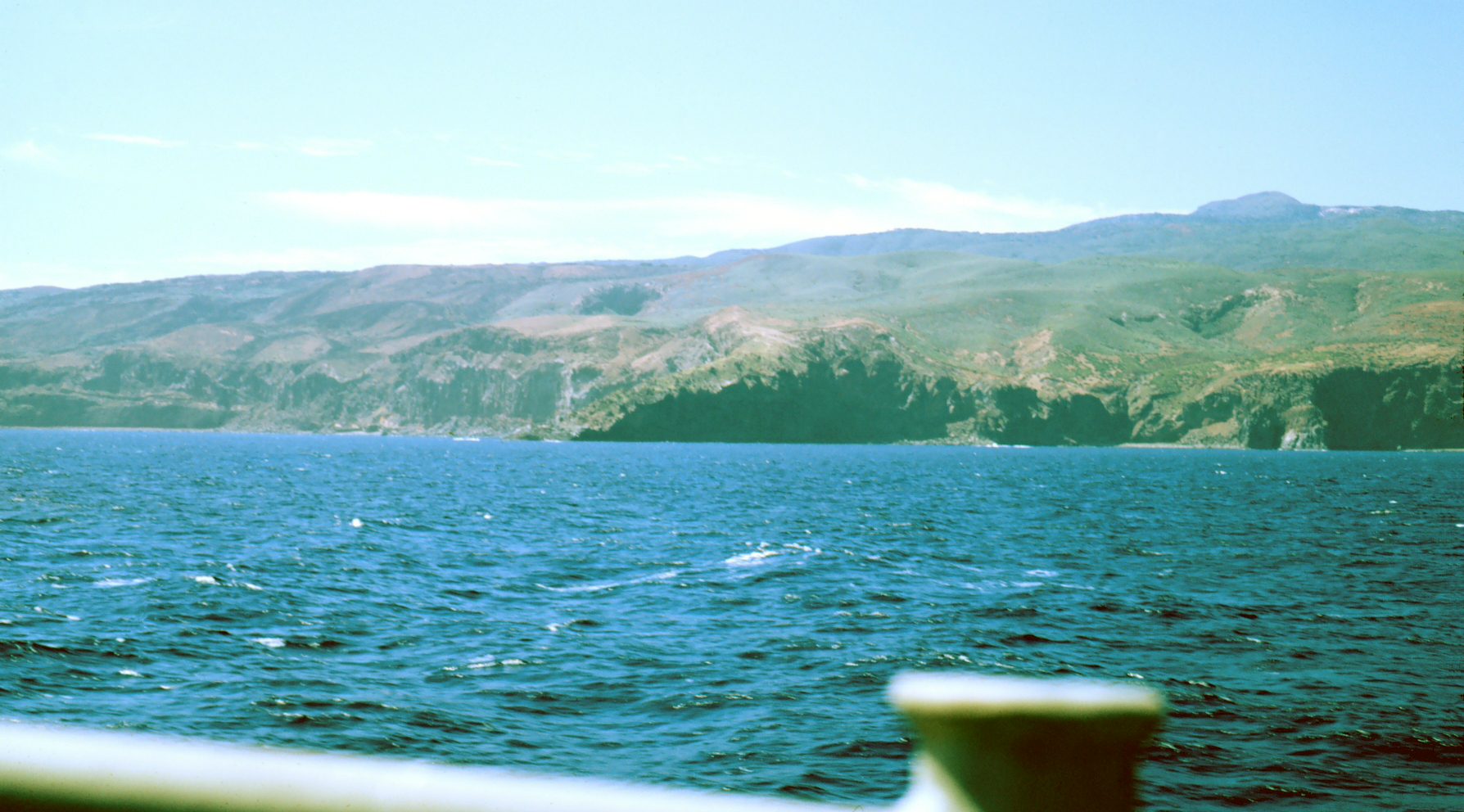
Socorroön där fågeln endast förekommer.

### Släktestillhörighet
Tidigare placerades arten i släktet Aratinga, men detta har delats upp i flera mindre släkten efter genetiska studier.

## Levnadssätt
Socorroparakiten hittas i skog med inslag av Bumelia socorrensis, Ilex socorrensis och Guettarda insularis, mestadels över 500 meters höjd. Den häckar mellan oktober och januari i trädhål av Burnelia socorroensis, 2,3–3,8 meter ovan mark.

## Status
IUCN erkänner den inte som art, varför den inte placeras i någon hotkategori.